# Bremer Marktplatz
Bremer Marktplatz (marktplein van Bremen) is een plein in centrum van de Duitse stad Bremen. Het is een van de oudste pleinen van de stad en heeft een oppervlakte van 3.484 m2. Het marktplein wordt niet meer voor markten gebruikt, met uitzondering van de kerstmarkt en de Bremer Freimarkt in eind oktober.

## Geschiedenis
Van in ieder geval enkele delen van het plein is bekend dat ze al gebruikt worden sinds de 9e eeuw, de eeuw van Karel de Grote. De zuidkant van het plein was oorspronkelijk een haventje aan de Balge, een zijtak van de Weser. Deze haven was de eerste van Bremen. De haven was gemakkelijk bereikbaar voor boten, maar het gebied bij de haven was te laag gelegen voor permanente bebouwing. Vanaf eind 12e eeuw tot eind 13e eeuw, is het plein verhoogd en aangepast in verschillende fases. Archeologische opgravingen bewijzen het vermoeden dat de markten voor de bouw van het Stadhuis van Bremen voornamelijk of volledig plaatsvonden in de omgeving van de Onze-Lieve-Vrouwekerk. Tegelijkertijd met het stadhuis werd het Rolandstandbeeld op het marktplein geplaatst. Enige tijd later werd er op het plein een stenen muur gebouwd die het plein in een binnenste en een buitenste deel verdeelde. Het binnenste gedeelte werd gebruikt voor markten en de regel werd gesteld dat alleen handelaren die hun waren kwamen verkopen, binnen de stenen muur mochten komen met hun voertuigen. De gemeenteraad had deze regel bedacht om zo voldoende ruimte voor voetgangers tussen de kramen over te houden.
In het einde van de 18e eeuw of begin 19e eeuw, werd de muur verwijderd en vervangen door een cirkel van zuilen. In deze jaren verloor de markt langzamerhand steeds meer zijn functie, hoewel er nog markten werden gehouden tot het midden van de 20e eeuw. In 1836 werd het plein opnieuw bestraat met zandsteen. Binnen de zuilen werd een wiel met 10 spaken gemaakt van zwarte stenen, met in het hart van het wiel een hanseatenkruis als verwijzing naar het vroegere Hanzeverbond. Met een diameter van 4,80 meter herinnerd het aan het Hanzelegioen, een belangrijke militaire organisatie tijdens de Duitse bevrijdingsoorlog (1813-1815). Tussen februari en juni 2002 is de bestrating wederom vervangen, maar met behoud van het historische ontwerp.

## Gebouwen
Het Bremer Marktplatz is een van de pleinen in Duitsland met de mooiste historische bebouwing. In juli 2004 zijn het stadhuis en het Rolandstandbeeld zelfs opgenomen op de werelderfgoedlijst van UNESCO. Voor de historische gevels is uitsluitend bak- en zandsteen gebruikt. Het hele gebied staat bekend als erfgoed.